# NGC 1287
NGC 1287 је спирална галаксија у сазвежђу Еридан која се налази на NGC листи објеката дубоког неба.
Деклинација објекта је - 2° 43' 50" а ректасцензија 3h 18m 33,3s. Привидна величина (магнитуда) објекта NGC 1287 износи 13,9 а фотографска магнитуда 14,8. NGC 1287 је још познат и под ознакама KUG 0316-029, PGC 12310.